# Далекоизточни котки
Далекоизточни котки са род бозайници от семейство Коткови. По размери на тялото напозобяват на домашната котка, а някои от видовете са и по-дребни. Това са горски животни, които търсят своята плячка и във водата и в тяхното меню присъства и риба. Те представляват котки със сравнително компактно тяло с къси крака и малки уши. Учените предполагат близко родство на рода със сервала и каракала.

## Видове
- Prionailurus bengalensis – Бенгалска котка.
- Prionailurus viverrinus – Котка рибар.
- Prionailurus rubiginosus – Ръждивопетниста котка.
- Prionailurus planiceps – Плоскоглава котка.